# Guipage
 (avril 2021).
Si vous disposez d'ouvrages ou d'articles de référence ou si vous connaissez des sites web de qualité traitant du thème abordé ici, merci de compléter l'article en donnant les références utiles à sa vérifiabilité et en les liant à la section « Notes et références ».
Le guipage sert à la production de tissus de compression. C'est un procédé qui permet d'assembler un fil en âme avec un fil enroulé autour que l'on appelle enrobant.

## Processus
L'enrobant est préalablement dévidé sur un roquet et le roquet est mis sur une broche creuse. L'âme passe ensuite à l'intérieur de la broche creuse pendant que celle-ci tourne. On obtient alors un fil guipé. Si l'on rajoute un deuxième roquet tournant en sens inverse au-dessus du premier on obtient alors un fil double guipé.
Les fils guipés les plus connus sont utilisés dans les collants : ils sont le plus souvent constitués d'un élasthanne en âme et d'un fil de polyamide texturé en enrobant.

### Amélioration du processus
Depuis les années 1980, un nouveau procédé de guipage a été développé par l'industrie textile : on l'appelle le guipage par air ou assemblage air[réf. nécessaire]. Le but est toujours le même : protéger un fil en âme en l'entourant d'un autre fil. Alors que le guipage classique ne permet d'avoir des vitesses d'appel que de l'ordre de 10 à 20 m/min, le guipage par air permet lui d'atteindre des vitesses de 1 000 m/min. Le procédé est différent : l'âme, le plus souvent un élasthanne, est déroulé positivement. L'enrobant est lui surdélivré contre l'âme. Ils passent tous les deux dans une buse qui va créer des points d'entrelacement réguliers.